# Tony Cox
Joseph Anthony Cox (* 31. březen 1958, Uniontown, USA) je americký herec.

## Počátky
Narodil se v Uniontownu. Dětství prožil se svými prarodiči, rodiče se v jeho dětství rozvedli. Jako mladý se věnoval hraní na bicí, než se stal hercem. Známý je díky své velmi nízké výšce a řadí se tedy k liliputům. Obsazován je především do komediálních filmů.

## Kariéra
Před kamerou se poprvé objevil v roce 1980, a to konkrétně ve filmu Dr. Heckyl and Mr. Hype. Už v roce 1983 dostal roli ve velkém kasovním trháku, kterým byl film Star Wars: Epizoda VI – Návrat Jediů. V roce 1987 byl obsazen do dalšího úspěšného filmu s názvem Spaceballs a o rok později do filmu Beetlejuice.
Českým divákům může být určitě znám z dalších snímků, ke kterým patří Muž se třema rukama, Já, mé druhé já a Irena, Santa je úchyl, Děsnej doják nebo Disaster Movie.

## Osobní život
Už od roku 1982 je ženatý s Otelií Cox. Vidět jsme jej také mohli v hudebním videoklipu k písni Just Lose It od rappera Eminema.

## Filmografie

### Filmy
- 1980 Dr. Heckyl and Mr. Hype
- 1981 Nice Dreams, Under the Rainbow
- 1982 Penitentiary II, Jekyll & Hyde... Together Again
- 1983 Star Wars: Epizoda VI – Návrat Jediů
- 1985 Beaver Gets a Boner
- 1986 Invaders from Mars, Captain EO, Hollywood Zap
- 1987 Valet Girls, Retribution, Spaceballs
- 1988 Beetlejuice, Willow, Bird, Dostanu tě, syčáku
- 1990 Hollywood Hot Tubs 2: Educating Crystal, Rockula, Spaced Invaders
- 1991 Muž se třema rukama
- 1992 Máma a táta zachrání svět
- 1994 Mlčení šunek, Leprechaun 2, Blankman
- 1995 Čáry máry fuk, Friday
- 2000 Já, mé druhé já a Irena
- 2002 Back by Midnight
- 2003 Židovské kladivo, Santa je úchyl
- 2006 TV: The Movie, Děsnej doják
- 2007 Velkej biják, Uncle P, Who's Your Caddy?
- 2008 The Hustle, Disaster Movie
- 2009 The Mail Man
- 2010 The Legend of Awesomest Maximus, Meet Monica Velour, The Warrior's Way

### Televizní filmy
- 1984 Dobrodružství Ewoků
- 1985 Bitva o planetu Endor
- 1993 Percy & Thunder
- 1994 Ghoulies IV
- 1995 T.A.J.U.P.L.N.Ý svět
- 2004 Humor Me

### Seriály
- 1981 Buck Rogers in the 25th Century
- 1982 The Greatest American Hero
- 1984 Pryor's Place
- 1984-1985 Faerie Tale Theatre
- 1987 thirtysomething
- 1990 Ženatý se závazky
- 1993 Martin
- 1996 MADtv
- 1997 Claude's Crib, The Jamie Foxx Show
- 1999 Stark Raving Mad
- 2002 Frasier
- 2004 Zachraň mě
- 2006 Instant Def
- 2007 Carpoolers
- 2010 Psych